# Cylindrepomus albovittatus
Cylindrepomus albovittatus är en skalbaggsart som beskrevs av Stefan von Breuning 1960. Cylindrepomus albovittatus ingår i släktet Cylindrepomus och familjen långhorningar. Inga underarter finns listade i Catalogue of Life.